# Чеботарёв, Владимир Николаевич (депутат)
Владимир Николаевич Чеботарёв (род. 16 ноября 1971, Липецк)— российский политик, депутат Государственной Думы Федерального Собрания Российской Федерации 6-го созыва, депутат Липецкого Областного Совета Депутатов шестого созыва.

## Биография

### Депутат госдумы
С октября 2015 годадепутат Госдумы (получил вакантным мандат, освободившийся после сложения полномочий Евдокией Бычковой). Член Комитета по экономической политике, инновационному развитию и предпринимательству.
На выборах 18 сентября 2016 года, избран депутатом Липецкого Областного Совета Депутатов шестого созыва. Член комитета по экономике. Входит в состав фракции Всероссийской политической партии «Справедливая Россия».